# Roca de la Valldan
|  | Aquest article tracta sobre la muntanya del municipi d'Odèn. Vegeu-ne altres significats a «La Valldan». |

La Roca de la Valldan és una muntanya de 1.030 metres que es troba al municipi d'Odèn, a la comarca catalana del Solsonès.